# Diócesis de Jiangmen
La diócesis de Jiangmen o de Kongmoon (en latín: Dioecesis Chiammenensis y en chino: 天主教江门教区) es una circunscripción eclesiástica de la Iglesia católica en China. Se trata de una diócesis latina, sufragánea de la arquidiócesis de Cantón. Desde el 30 de marzo de 2011 su obispo es Paul Liang Jiansen, aunque para el Anuario Pontificio está vacante desde febrero de 1968. En 1958 la Asociación Patriótica Católica China anexó a la diócesis de Jiangmen la parte de la diócesis de Macao en la provincia de Cantón (Zhongshan y Zhaoqing) y en 1994 le separó la ciudad de Maoming para agregarla a la nueva diócesis de Zhanjiang, que fue erigida en 1990 con la parte de la diócesis de Beihai en la provincia de Cantón, todo sin el asentimiento de la Santa Sede. 

## Territorio y organización

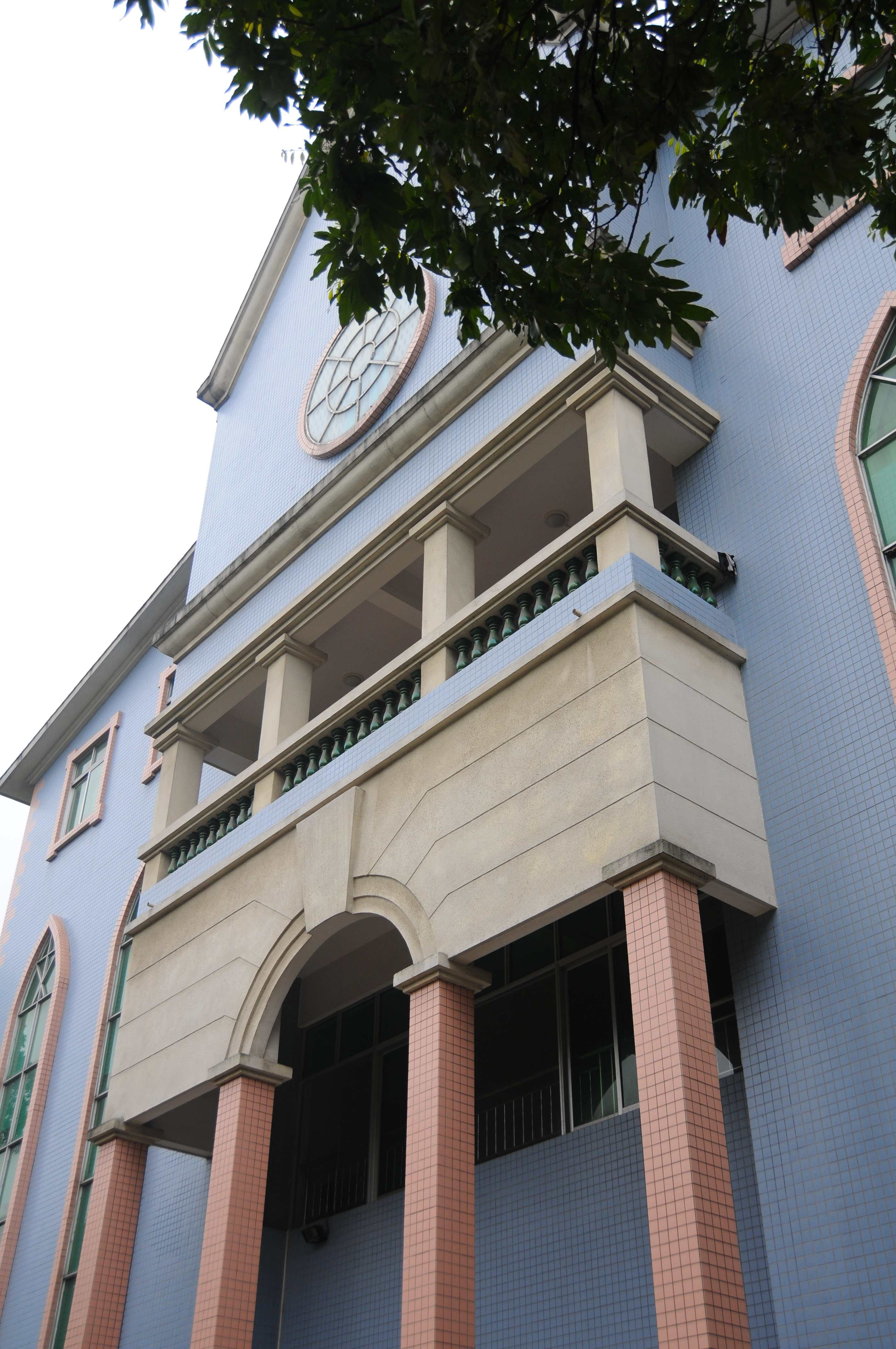
Nueva Catedral del Inmaculado Corazón de María, en Zhongshan

La diócesis tiene 35 000 km² y extiende su jurisdicción sobre los fieles católicos de rito latino residentes en parte de la provincia de Cantón. Limita con las diócesis de Beihai y de Wuzhou, con la arquidiócesis de Guangzhou, y con la diócesis de Macao. 
La sede de la diócesis se encuentra en la ciudad de Jiangmen, en donde se halla la Catedral del Inmaculado Corazón de María, aunque la Asociación Patriótica Católica China trasladó a la sede a la ciudad de Zhongshan, en donde se halla la nueva Catedral del Inmaculado Corazón de María.
En 1950 en la diócesis existían 21 parroquias.
En la isla Shangchuan, hoy parte de la diócesis, murió Francisco Javier, misionero jesuita español, elevado a los altares. En su honor se alzó una basílica, destino de muchos peregrinos chinos.

## Historia
El misionero jesuita Francisco Javier murió el 3 de diciembre de 1552 en la isla Shangchuan en la costa de Jiangmen, cuando intentaba evangelizar la región luego de visitar India y Japón.
La prefectura apostólica de Jiangmen fue erigida el 31 de enero de 1924 con el breve Ut aucto del papa Pío XI, obteniendo el territorio del vicariato apostólico de Cantón (hoy arquidiócesis).
El 3 de febrero de 1927 la prefectura apostólica fue elevada al rango de vicariato apostólico con el breve Non sine del papa Pío XI.
El 11 de abril de 1946 el vicariato apostólico fue elevado a diócesis con la bula Quotidie Nos del papa Pío XII.
El 23 de octubre de 1949 la ciudad de Jiangmen fue ocupada por el Partido Comunista de China, que se impuso en la guerra civil y proclamó la República Popular China el 1 de octubre de 1949. El 4 de septiembre de 1951 China comunista expulsó al nuncio apostólico Antonio Riberi y la Santa Sede continuó reconociendo a la República de China en Taiwán como el legítimo gobierno chino. Todos los misioneros extranjeros fueron expulsados de China comunista en 1952, entre ellos el obispo Adolph John Paschang, que fue deportado el 6 de junio de 1952 y se instaló en Hong Kong hasta su muerte en 1968.
La Asociación Patriótica Católica China fue creada con el apoyo de la Oficina de Asuntos Religiosos de la República Popular de China en 1957, con el objetivo de controlar las actividades de los católicos en China. Su nombre público es Iglesia católica china y es referida como la "Iglesia oficial" en contraposición a la "Iglesia subterránea" o "Iglesia clandestina" leal a la Santa Sede.
En el período de 1966 a 1976 la Revolución Cultural se ensañó especialmente contra la religión, destruyéndose numerosas iglesias y cesaron todas las actividades religiosas en la diócesis, que pudo reanudar sus operaciones a principios de la década de 1980.
La sede permaneció vacante hasta 1981, cuando el gobierno chino nombró como obispo a Peter Paul Li Panshi sin aprobación papal. 
En 1958 la Asociación Patriótica Católica China anexó a la diócesis de Jiangmen la parte de la diócesis de Macao en la provincia de Cantón (Zhongshan y Zhaoqing) y en 1994 le separó la ciudad de Maoming para agregarla a la nueva diócesis de Zhanjiang, que fue erigida en 1990 con la parte de la diócesis de Beihai en la provincia de Cantón, todo sin el asentimiento de la Santa Sede. 
Peter Paul Li Panshi fue el obispo "oficial" de Jiangmen hasta su fallecimiento el 4 de enero de 2007. Después de más de cuatro años de sede vacante, el 30 de marzo de 2011 el sacerdote Paul Liang Jiansen, ya vicario general de la diócesis desde 2004, fue ordenado nuevo obispo, con el consentimiento del papa Benedicto XVI y de las autoridades chinas.
El 22 de septiembre de 2018 se firmó en Pekín el Acuerdo provisional entre la Santa Sede y la República Popular de China sobre el nombramiento de los obispos. El 22 de octubre de 2020 el acuerdo fue prorrogado por otros dos años y en octubre de 2022 por otros dos años más.
Debido a la situación particular de la Iglesia católica en China, la Santa Sede no nombra obispos para las diócesis chinas, que son sedes oficialmente vacantes incluso en presencia de obispos reconocidos por Roma.

## Estadísticas
Según el Anuario Pontificio 2002 la diócesis tenía a fines de 1950 un total de 8292 fieles bautizados.
| Año                                                                             | Población            | Población | Población      | Sacerdotes | Sacerdotes    | Sacerdotes    | Bautizados por sacerdote | Diáconos permanentes | Religiosos | Religiosos | Parroquias |
| Año                                                                             | Bautizados católicos | Total     | % de católicos | Total      | Clero secular | Clero regular | Bautizados por sacerdote | Diáconos permanentes | Varones    | Mujeres    | Parroquias |
| ------------------------------------------------------------------------------- | -------------------- | --------- | -------------- | ---------- | ------------- | ------------- | ------------------------ | -------------------- | ---------- | ---------- | ---------- |
| 1950                                                                            | 8292                 | 4 000     | 0.2            | 37         | 37            |               | 224                      |                      |            | 38         | 21         |
| Fuente: Catholic-Hierarchy, que a su vez toma los datos del Anuario Pontificio. |                      |           |                |            |               |               |                          |                      |            |            |            |

Según algunas fuentes estadísticas, en 2011 la diócesis tendría unos 10 sacerdotes, 30 religiosas y unos 20 000 fieles, distribuidos en 20 parroquias.
Entre los institutos religiosos que han colaborado en la formación de la diócesis destacan los misioneros de Maryknoll, de donde salieron sus primeros obispos. Destacan también la Hermanas del Corazón Inmaculado de María, fundadas en Jiangmen con el fin de acoger vocaciones nativas.

## Episcopologio

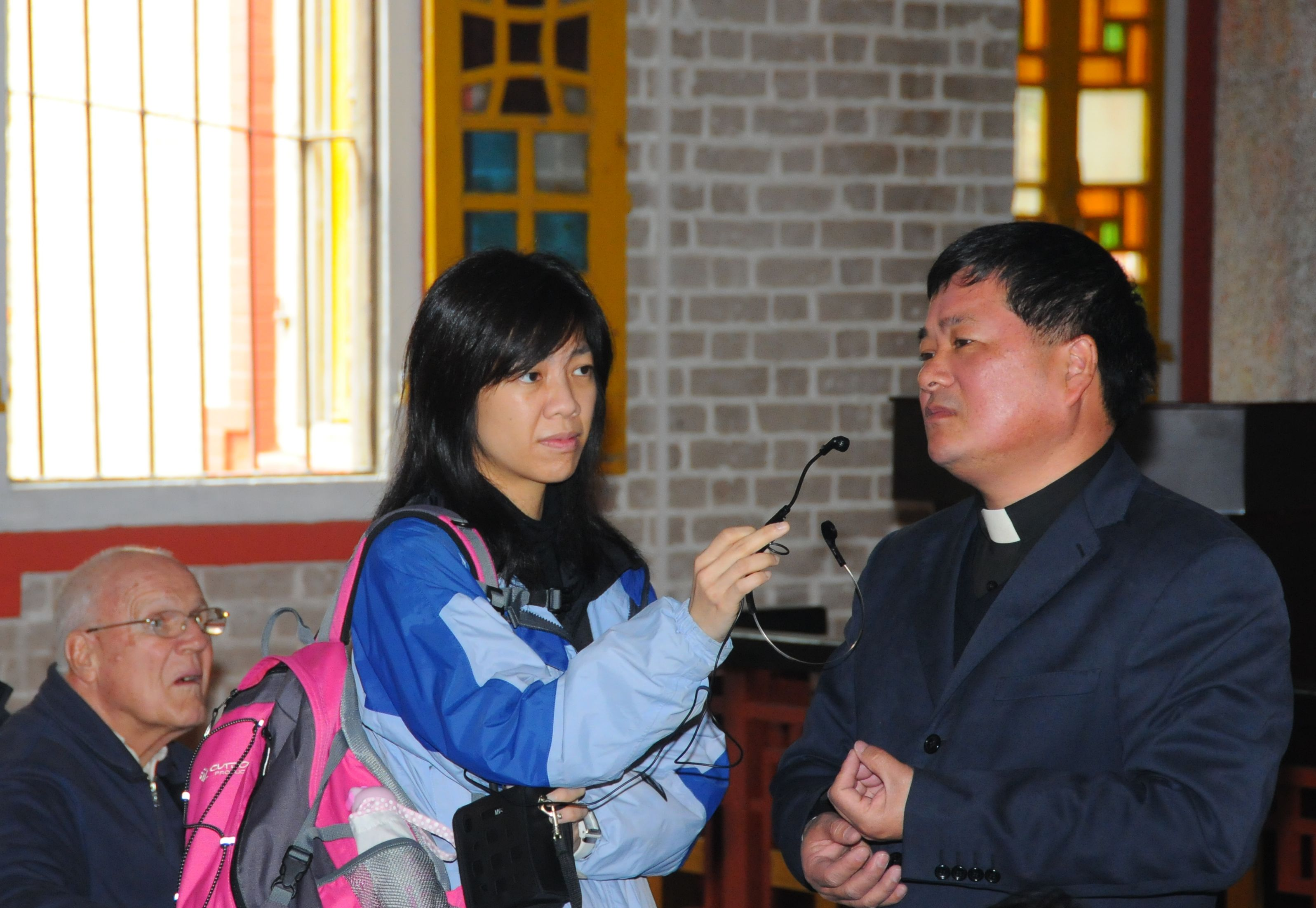
Paul Liang Jiansen, obispo de Jiangmen, el primero que obtuvo tanto la aprobación del gobierno chino como de la Santa Sede para regir la diócesis

- James Edward Walsh, M.M. † (12 de marzo de 1924-julio de 1936 renunció)[15]
- Adolph John Paschang, M.M. † (17 de junio de 1937-febrero de 1968 falleció)
  - Sede vacante
  - Peter Paul Li Panshi † (27 de septiembre de 1981 consagrado-4 de enero de 2007 falleció)[nota 1]
  - Paul Liang Jiansen, desde el 30 de marzo de 2011